# Leontopithecus chrysopygus
Il leontocebo dalla groppa rossa o leontocebo dal sedere rosso o scimmia leonina nera (Leontopithecus chrysopygus Mikan, 1823) è un primate platirrino della famiglia dei Callitricidi.

## Distribuzione
Un tempo la specie era diffusa in tutta la porzione centro-occidentale dello stato brasiliano di San Paolo, dove viveva nella foresta atlantica: attualmente, il suo areale è limitato alle riserve di Morro do Diablo e Caiteus, per un'estensione totale di circa 400 km².

## Descrizione

### Dimensioni
Misura circa 70 cm di lunghezza, di cui più della metà spetta alla coda, lunga circa 10 cm in più del corpo. Il peso si aggira attorno ai 600 g.

### Aspetto
Il pelo è lungo e folto, di colore nero uniforme, fatta eccezione per la parte posteriore delle cosce e la base della coda, ricoperte di pelo rosso-bruno (da qui il nome comune della specie).

La faccia e le mani sono nude e grigio-nerastre. La coda non è prensile, mentre le zampe posteriori sono leggermente più lunghe di quelle anteriori. Le mani sono sprovviste di pollice opponibile, mentre le dita sono munite di unghie appuntite, fatta eccezione per il pollice, che ha un'unchie larga ed appiattita.

## Biologia
Si tratta di animali diurni ed arboricoli: vivono in gruppi familiari composti da una coppia con la progenie di alcuni parti precedenti, mentre individui estranei al gruppo vengono scacciati anche violentemente. Ciascun gruppo occupa un territorio che varia in estensione in condizioni normali fra gli 80 e i 120 acri, ma con la distruzione dell'habitat e la diminuzione dello spazio vitale le dimensioni dei territori si sono rimpicciolite e non è infrequente avere aree dove più territori si sovrappongono.

Si stima che la popolazione mondiale totale di questi animali non superi le 700 unità.

### Alimentazione
Si nutrono principalmente di insetti e frutta: qualora riescano ad acchiapparli, non disdegnano di mangiare anche piccoli vertebrati come uccelli, serpenti e lucertole.

### Riproduzione
La stagione riproduttiva cade durante la stagione delle piogge, fra settembre e marzo: la femmina mette al mondo due gemelli dopo una gravidanza di circa quattro mesi. Solitamente la specie forma coppie monogame, ma in alcuni gruppi è stata osservata poliandria. I cuccioli vengono tenuti per le prime due settimane esclusivamente dalla femmina, dopo di che passano in consegna al maschio (o, in caso di poliandria, dai vari maschi, che si accoppiano promiscuamente con la femmina dominante) ed affidati alla madre solo per la poppata.

Essi vengono svezzati attorno ai due mesi e mezzo d'età e raggiungono la maturità sessuale attorno all'anno e mezzo: solitamente si allontanano dal gruppo natio dopo tre anni.
La speranza di vita di questi animali è di una decina d'anni in natura, mentre in cattività arrivano facilmente a superare i 20 anni.